# الکسی آنتونوف
الکسی آنتونوف (روسی: Алексе́й Инноке́нтьевич Анто́нов؛ ۹ سپتامبر ۱۸۹۶ – ۱۶ ژوئن ۱۹۶۲) فرد نظامی اهل امپراتوری روسیه بود.
وی همچنین برندهٔ جوایزی همچون نشان لنین، درجه پرچم سرخ، نشان پیروزی، مدال دفاع از قفقاز، و لژیون دونور (فرمانده) شده‌است.